# Прямі барвники
Прямі або субстантивні барвники — синтетичні органічні барвники, якими фарбують рослинне волокно та віскозу без протрави, звідки й назва. За хімічною будовою прямі барвники здебільшого є натрієвими солями сульфокислот азосполук, переважно похідних бензидину та діаміностильбену. Бувають багатьох кольорів; дешеві, прості у використанні. Рідше застосовуються і для фарбування шкіри, паперу, шовку тощо.